# Dunavska oledba
Dunavska oledba (poznata i pod nazivima Dunavska glacijacija i Dunavski glacijal) naziv je za ledeno doba koje je zahvatilo prostore njemačkog, austrijskog i mađarskog dijela Podunavlja tijekom pleistocena. Procijenjuje se da je trajala oko 50 000 godina u razdoblju oko milijun godina prije Krista, čime je dosad najstarija otkrivena oledba na području Alpa.